# Páneurópai piknik
A páneurópai piknik (németül Paneuropäisches Picknick) egy történelmi esemény, amely az osztrák–magyar államhatár magyar oldalán, több forrás szerint Sopronpusztán, valójában a közigazgatásilag Fertőrákoshoz tartozó Piuszpusztán, 1989. augusztus 19-én Habsburg Ottó és Pozsgay Imre fővédnökségével megrendezett békedemonstráció volt.

## Az ötlet
Habsburg Ottó a Magyar Demokrata Fórum debreceni alapszervezetének felkérésére 1989. június 20-án előadást tartott Debrecenben. Az előadást követő vacsorán Mészáros Ferenc  javasolta, hogy az Európa jövőjéről szóló beszélgetést az országhatár vonalán tartott tábortűznél folytassák. Pár nappal később Mészáros megismételte javaslatát a debreceni Magyar Demokrata Fórum elnökségi ülésén.

## Az áttörés
A tábortűz ötletéből végül, 1989. augusztus 19-én az lett, hogy a keletnémet állampolgárok sokszáz fős csoportja délután három óra előtt 5 perccel áttörte a határkerítést Ausztria irányában, a szolgálatban álló magyar és osztrák határőr félrenézése mellett.
Augusztus 19. hajnalán kiürült a budapesti NDK-turisták zugligeti menekülttábora és délután a határon összegyűlt, de érvényes útlevél nélküli keletnémet állampolgárok a piknik eseményeit kihasználva áttörtek a határkapun. A szolgálatban lévő fegyveres határőrök nem avatkoztak közbe. Az esemény jelentősen befolyásolta a Német Demokratikus Köztársaság állami létének jövőjét is. Alig két héttel később, szeptember 4-én Lipcsében tömegtüntetések kezdődtek. Szeptember 10-én, Horn Gyula magyar külügyminiszter A Hét című tévéműsorban bejelentette: „Az itt-tartózkodó NDK állampolgárok saját, tehát NDK úti okmánnyal eltávozhatnak abba az országba, amely befogadja őket. Ez 0 órától lép érvénybe.” Már rögtön a bejelentést követően éjfélkor több ezren hagyták el Magyarországot a hegyeshalmi határátkelőnél. A magyar politikai vezetés az NDK-vezetéssel való egyeztetés nélkül hozta meg döntését. 1989. szeptember 30-án a varsói NSZK-követségre bejutott keletnémet polgárok szintén szabadon utazhattak nyugatra. Ezt követően közel 60 ezer fő NDK-menekült távozott a magyar-osztrák határon. A tömegnyomás a berlini fal leomlásáig fokozódott.
A magyarok az osztrákokkal pikniket szerveztek, habár egy piknik a világ legtermészetesebb eseménye, ezen a békésnek szánt rendezvényen a legváratlanabb akcióra készültek a kezdeményezés kigondolói. Van olyan vélemény is, hogy a piknik előkészületeit hallgatólagosan jóváhagyó magyar kormányfő, Németh Miklós tesztelni akarta a Szovjetunió reakcióját. 1989. augusztus 15-én az NSZK-ban működő Szabad Európa Rádió müncheni stúdiójában, a Magyar híradó című műsorban így hangzott el a piknikre invitáló hívás: '… hívunk minden kedves érdeklődőt egy páneurópai piknikre Sopronba. A rendezvénysorozat augusztus 19-ikén, szombaton 15 órakor kezdődik a Sopronkőhida és Sopronpuszta közötti egykori határsáv helyén. A helyszín gépkocsival a Sopron belvárosából Fertőrákos felé vezető útról közelíthető meg. ….
A rozoga határkapu áttörése az egyik fontos előzményévé vált az Európát kettéosztó vasfüggöny végleges eltűnésének, Németország egyesítésének és az Európai Unió keleti bővítésének. Az államhatáron álló, idejétmúlt "vasfüggöny" rozsdás, fakeretes drótkapujánál tartott rendezvény jelmondata: „Bontsd és vidd!” volt. A magyar kormány kimondatlan jóváhagyásával is mintegy 300 NDK állampolgárnak sikerült a jogi és fizikai határkaput egyszerre áttörve átszöknie a határon. Az ezt követő néhány napban pedig sok száz, különböző helyszíneken várakozó keletnémet lépte át még az osztrák-magyar határt. Habsburg Ottó védnök, az áttörést követően, 1989. augusztus 21-én azt nyilatkozta a Deutschlandfunk német rádiónak, hogy nem számoltak a tömeges meneküléssel és nem tudott arról, hogy német nyelvű röplapok tájékoztatták a keletnémet állampolgárokat a szökési lehetőségről. Filep Mária, az esemény főszervezője, illetve történészek kutatása szerint 1989. augusztus 19-én nem volt érvényben tűzparancs a határon. A szolgálatban lévő Bella Árpád határőr parancsnok azonban azt nyilatkozta az ATV televízió egyik műsorában, hogy a minősített esetekre vonatkozó tűzparancs akkor is érvényben volt a katonai szabályzat szerint, annak ellenére ő felelős parancsnokként nem adott ki olyan parancsot, ami emberi életeket követelt volna. Mindenesetre a piknik jóváhagyásával az ország demonstrálta szándékát a vasfüggöny végleges lebontására. Erich Honecker, az NDK államtanácsának elnöke, aki nem értett egyet az eseményekkel, a Daily Mirror egyik interjújában Habsburg Ottót nevezte meg felelősnek az NDK-ból történő tömeges kivándorlásért. A pikniket követően Németh Miklós fenn akarta tartani annak látszatát, hogy Magyarországon komolyan őrzik a határt. El akarta kerülni, hogy az NDK váratlanul ellenlépéseket tegyen és Honecker kétségbeesésében követelje a Varsói Szerződés csapatainak mozgósítását. A határnyitáshoz és a nem várt áttöréshez vezető külpolitika meghatározó személyisége volt Horn Gyula, aki diplomáciai tevékenységével hozzájárult a német egység megteremtéséhez, így őt nyugaton az európai békefolyamatok egyik nagyon fontos szereplőjének ismerték el. Kovács László későbbi magyar külügyminiszter szerint azonban „Világos volt, hogy a Szovjetunió nem fog lépni egy ilyen esetben, hiszen szó szerint mindig ugyanazt mondták: ez Németország és Magyarország ügye, ebben a Szovjetunió nem kíván állást foglalni”
Az akkori ideiglenes átkelőhelynél történt határáttörés helyszínén kialakított Páneurópai Piknik Emlékpark 2015 óta az Európai Bizottság által létrehozott Európai Örökség címet viseli.
2019-ben a német kancellár, Angela Merkel kijelentette: Magyarországnak „volt bátorsága a határok megnyitására, és ezáltal lehetővé tette a volt NDK állampolgárainak a nyugatra való menekülését”.

## Előzmények

A vasfüggöny Európa térképén fekete színnel jelölve

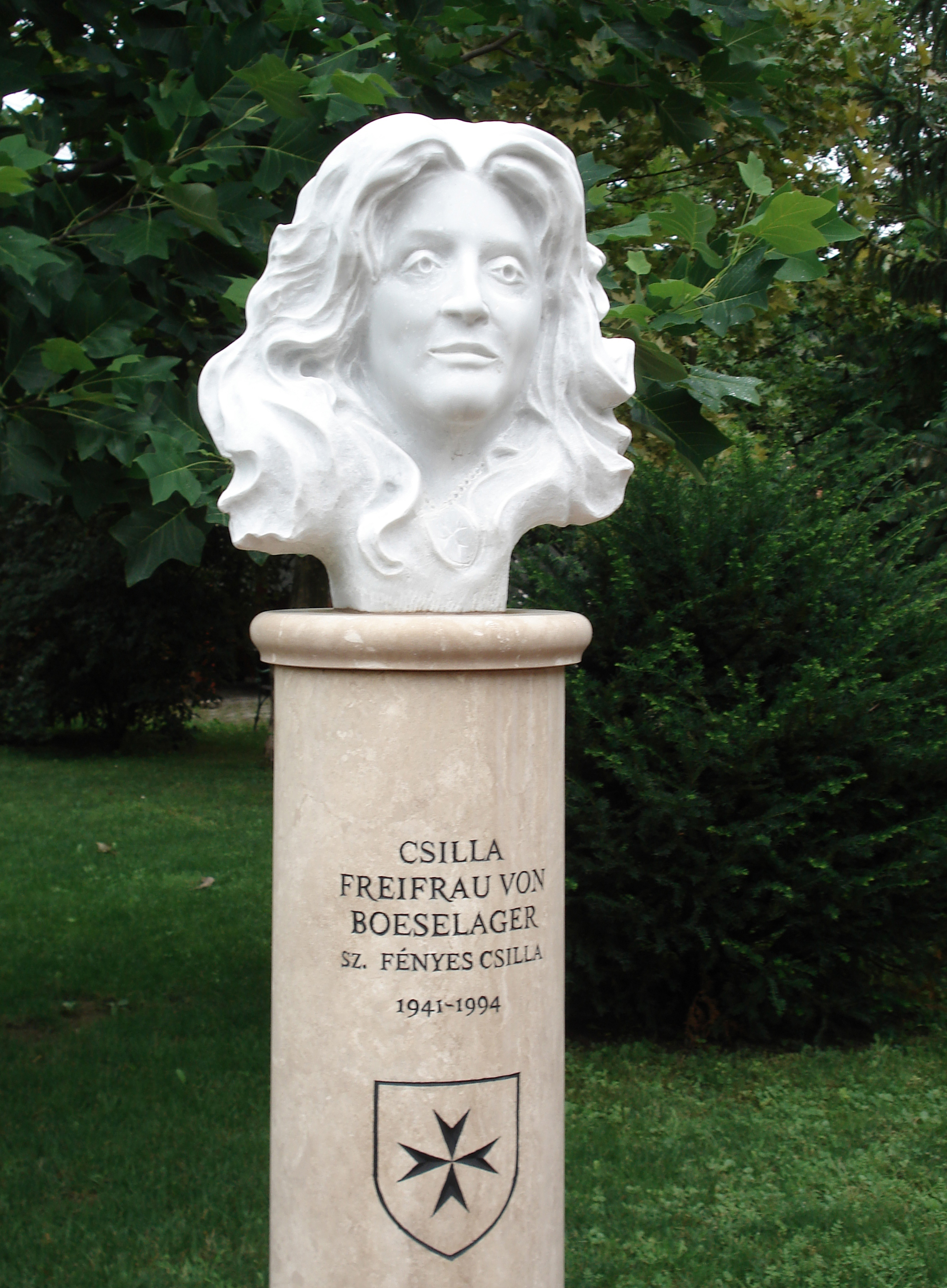
Csilla von Boeselager (Fényes Csilla) német báróné, máltai dáma mellszobra, aki lényegesen hozzájárult a „vasfüggöny” békés megnyitásához, szervező tehetsége sokat jelentett az NDK menekültek körében

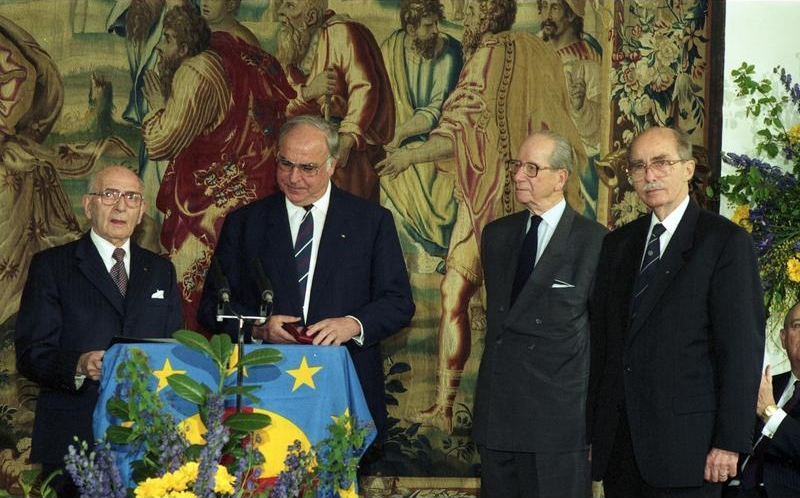
Helmut Kohl német kancellár (b2) 1991-ben, amikor a Nemzetközi Páneurópa Uniótól átvette a Coudenhove-Kalergi díjat

A Balti-tenger melletti Stettintől az Adriai-tenger mentén fekvő Triesztig vasfüggöny ereszkedik le a kontinensre.
Európa ideológiai és gazdasági kettéosztottsága, amely a második világháborút követően alakult ki, a hidegháború elmérgesedésével és kibontakozásával már fizikai elszigetelésben is megnyilvánult. Az elszigetelést határzárral oldották meg, melynek szakaszai a Szovjetunió hadműveleti területein, az úgynevezett „keleti blokkban” fekvő szocialista országok nyugati határai mentén jöttek létre, és az 1940-es évek második felétől fokozatosan épültek meg.
1986. november 24-én a német kancellár, Helmut Kohl és a Nemzetközi Páneurópa Unió együttes nyilatkozatot tett Németország és Európa megosztottságának leküzdésére.
Hazánkban az MSZMP politikai bizottsága az 1989. február 28-i ülésén elfogadta az elektromos jelzőrendszer (EJR) megszüntetését. 1989. március 3-án Németh Miklós miniszterelnök egy kétoldalú találkozón puhatolózott Gorbacsovnál arról, hogy Magyarország szeretné elbontani az 1965 és 1971 között épült vasfüggönyt és elektromos jelzőrendszert, amelyet az MSZMP KB PB 1965. május 11-ei határozata alapján hoztak létre 246 km hosszúságban a magyar–osztrák államhatáron. Oplatka András Egy döntés története című könyvében felidézte Horváth István belügyminiszter kérdését a miniszterelnökhöz: „Azt jelenti ez, hogy a két német állam vitájában mi a nyugatnémet oldalra állunk?” Németh Miklós így válaszolt: „Igen, pontosan azt jelenti.”

A Nemzetközi Páneurópa Unió zászlaja

1989. június 16-án megtörtént Nagy Imre kivégzett miniszterelnök újratemetése, ami a magyar átmenet egyik legnagyobb hatású, szimbolikus eseménye lett.
Firtl Mátyás soproni helyi politikus, későbbi országgyűlési képviselője húsz évvel a piknik után így emlékezett vissza 1989. augusztusának hangulatára: „A diktatúra bomladozott, a szólásszabadság teret kért, elhangzott Orbán Viktor június 16-i beszéde, egy titkosrendőröktől még hemzsegő téren. A rendszer erőtlenné vált. Ez az embereknek erőt adott a cselekvéshez, a hatalmat pedig, kényszerítette a cselekvésre.” 
A piknik és az osztrák–magyar határ melletti baráti találkozó gondolatát Mészáros Ferenc költő, a Magyar Demokrata Fórum (MDF) egyik debreceni tagja vetette fel 1989 júniusában, a Nemzetközi Páneurópa Unió akkori elnöke, Habsburg Ottó Debreceni Egyetemen tartott előadását követő vacsorán. Habsburg Ottót apja halála után Magyarországon II. Ottó örökös király néven ismerték el a magyar legitimisták. A vacsoraasztalnál arról beszélgettek vele, hogy áll még ugyan a vasfüggöny, de az enyhülés jelei már láthatóak. Mészáros felvetette a vendégnek, hogy beszélgetésüket Magyarország ausztriai határán kellene folytatni, ahol a szögesdróttal elválasztott határsávon tüzet rakva, szalonnát sütnének egy piknik keretében úgy, hogy a vendégek mint egy vacsoraasztalnál, felerészben az osztrák, felerészben pedig a magyar oldalon foglalnának helyet.
Az előzményekhez tartozik az is, hogy 1989 februárjában Kozma Imre és Csilla von Boeselager megalapította a Magyar Máltai Szeretetszolgálatot, amely rövid időn belül a legnagyobb és legsikeresebb magánkezdeményezésű karitatív szervezetté vált egész Kelet-Közép-Európában.
Az 1970-es évektől kezdve sok német család számára a magyarországi nyaralás több volt egy szimpla üdülésnél: az enyhülő vízumszabályok megengedték az NDK-ból és az NSZK-ból érkezők számára is, hogy a vasfüggönnyel elválasztott barátok, régi szerelmek, szétszakított családok tagjai találkozhassanak. A Német Demokratikus Köztársaság vezetése ugyanis a nyugattal való kapcsolattartást erőteljesen korlátozta az állampolgárainak, viszont a szocialista országokba történő utazások nem estek különösebb korlátozás alá. A Balaton ezért a keletnémet titkosszolgálatnak fontos műveleti területévé vált. Keletnémet állampolgárok már 1989 előtt is többször szöktek át a zöldhatáron az akkori Nyugat-Németországba.
Az 1989-es év folyamán olyannyira megnőtt hazánkban a keletnémet menekültek száma, hogy részükre, Csilla von Boeselager és a Magyar Máltai Szeretetszolgálat kezdeményezése alapján és vezetésével menekülttábort létesítettek. Keletnémetek turisták azon a nyáron tömegesen kértek menedéket a budapesti nyugatnémet nagykövetségen, de annak épülete nem sokáig tudta befogadni az embereket. Nyár derekára már több tízezer, nyugatra távozni kívánó keletnémet állampolgár gyűlt össze a magyar fővárosban, akiknek Kozma Imre római katolikus pap, irgalmasrendi szerzetes és a Máltai Szeretetszolgálat nyújtott humanitárius segítséget. A máltaiaktól ekkor a nyugatnémet nagykövet azt kérte, hogy Zugligetben hozzanak létre egy befogadó tábort, amelyet a nyugatnémet titkosrendőrök is őriztek, mert a külképviselet részben ott és részben a zugligeti plébánia templomában is működött. Július 10-én Pozsgay Imre telefonon egyeztetett Habsburg Ottóval. A rendezvény napja augusztus 19-re módosult, hogy ne ütközzön a magyar állami ünneppel, és az esemény a „Páneurópai piknik” nevet kapta. A védnökök Szabó Bélától és Torma Lajostól, az MDF országos szervezőitől kaptak címeket a munkájukhoz.
A máltaiak az augusztusban megnyílt négy táborba 48 600 embert fogadtak be. Augusztus 4-én Alexander Arnot, az NSZK nagykövete találkozót kért Horváth István magyar belügyminisztertől, ahol tájékoztatást kért a magyar fél szándékairól. A belügyminiszter írásos választ juttatott el a nagykövetnek még a pikniket megelőzően.
Útlevélkezelés nélkül, egyszeri, alkalmi engedéllyel átlépjük a külön erre az alkalomra megnyitott határt, és a közeli ausztriai község – Margitbánya – főterére megyünk. Itt találkozunk a környező osztrák községek lakosaival, polgármestereivel. Terveink szerint innen a pikniken résztvenni kívánó osztrák barátainkkal együtt jönnénk vissza Sopronpusztára.
Sötétedéskor a volt határőrizeti nyomsáv helyén örömtüzeket gyújtunk, itt aztán ki-ki szalonnát is süthet. A késő éjjeli órákig táncházi muzsika szórakoztatja az egybegyűlteket.
A pikniken a Martonvásáron szervezett Sorsközösség tábor vendégeként sok külföldi (lengyel, szlovák, észt, jugoszláv, ukrán, román) ellenzéki személy is részt vett.

## Szervezők
Barátaink, Európaiak!
A történelem az évszázadok során igazolta, hogy az egyetemes béke egyetlen útja a népek barátságának elmélyítése, a politikai praktikák által emelt szögesdrótok és lélektani sáncok lerombolására.
A 20. század végére el kell érni, hogy Európa a benne élő népek közös háza legyen, ahol nemzetiségre, ideológiára tekintet nélkül a tiszta emberi kapcsolatok dominálnak.
A következő évszázad már nem lehet a marakodások, háborúskodások időszaka!
Erre kötelez minket a jövő iránt érzett felelősségünk!
Ennek szellemében 1989. augusztus 19-től kezdődően minden évben megrendezzük a magyar-osztrák határon a lebontott „vasfüggöny” helyén az európai népek találkozóját.
Minden embertársunkat szeretettel várunk, aki hajlandó ezzel a gesztussal is demonstrálni, a kisemberek sok évszázados álmát, a békés, szabad Európát!
A piknik szervezői az akkori ellenzéki Magyar Demokrata Fórum debreceni szervezete, az Országos Klubtanács és a soproni Ellenzéki Kerekasztal pártjai, az MDF, a Szabad Demokraták Szövetsége, a Fidesz és az FKGP szervezetei voltak. A védnökséget Habsburg Ottó és Pozsgay Imre vállalták el. Mészáros Ferenc szerint azonban a szervezők nem kötődtek a Páneurópa Unióhoz, és kizárólagos jelleggel egyetlen párthoz sem: Sopronban az akkor létező összes ellenzéki erő részt vett a szervezésben, Debrecenben pedig az akkor mozgalomként működő MDF.
Debrecenből: Danku Ferenc, Engi László, Ferenczy Lórándné, Filep Mária, Gali Ákos, Hernyák Imre, Magos Márta, Medgyessy István, Mészáros Ferenc, Nagy Imre, Pásztorlaki János, dr. Petheő Judit, Szabó Lukács, Szeleczky Zoltán, Túri Gábor és Varga Ákos (ő alkotta meg a piknik emblémáját, a szögesdrótot átszakító fehér galambot ábrázoló grafikát)
Sopronból: Abdai Géza, Balogh Sándor, Bánóczy Géza, Csóka Pál, Erdélyi Géza, Gazdag Imre, Győre Róbert, Horváth Jenő, Horváth Jenőné, Horváth Zoltán, Ivanics Ferenc, Kocsi Tibor, Komlós Andor, Kováts Attila, Kóczán Zoltán, Kótai Péter, Kőműves Géza, Lőrincz-Véger Gábor, Magas László, Magas Lászlóné, Nagy László, Örs Félix, Rumpf János, Rumpf Jánosné, Soós István, Szentkirályi Zsolt, Várkuti János, Vecsera Ferenc és Vígh Szabolcs.
Budapestről: Torma Lajos
Szentmargitbányáról: Andreas Waha
Tervként felmerült az NDK-ból érkezett menekültek tömeges Sopronba szállítása is és ehhez az alkalmas helyszín kiválasztásában kértek segítséget a soproni szervezőktől, ezért 1989. augusztus utolsó napjaiban Lezsák Sándor, a Magyar Demokrata Fórum egyik alapítója is járt Sopronban.
15 éves gimnazista voltam, és az akkori ex-KISZ, a DEMISZ helyett mi Szájer Józsefet és a Fideszt erősítettük itt Sopronban. Mámorosnak éreztük onnantól nemzeti ünnepeinket és a hétköznapokat is azzá tette a remény. A szabadság meghozta a várva várt egységet az Európai Unióban is, amiről ma már tudjuk, milyen törékeny.
Nagy László, aki az egyik soproni szervezője volt az eseménynek, később megállapította, hogy „1989 nyara olyan ritka s ezért igen értékes pillanata volt a magyar történelemnek, amikor egy ügyben – legalább tetteiben, ha gondolataiban nem is – együttműködött a politikai vezetés, a karhatalom és az ellenzék. Ráadásul nagyrészt mások, a németek érdekében.”
Mészáros Ferenc, a piknik ötletadója és Filep Márta főszervező később az 1998. április 5-én megalakult „Páneurópai Piknik ’89 Alapítvány” alapító tagja lett.

### Szervezők portréi

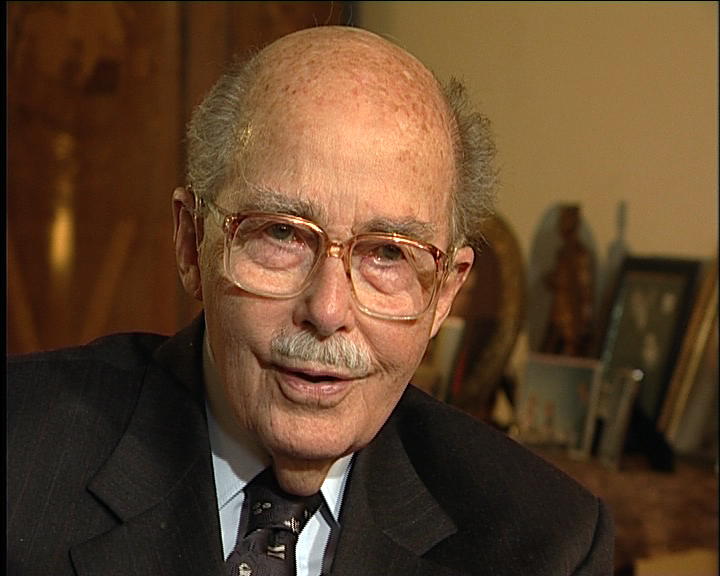
Habsburg Ottó védnök, a Nemzetközi Páneurópa Unió elnöke
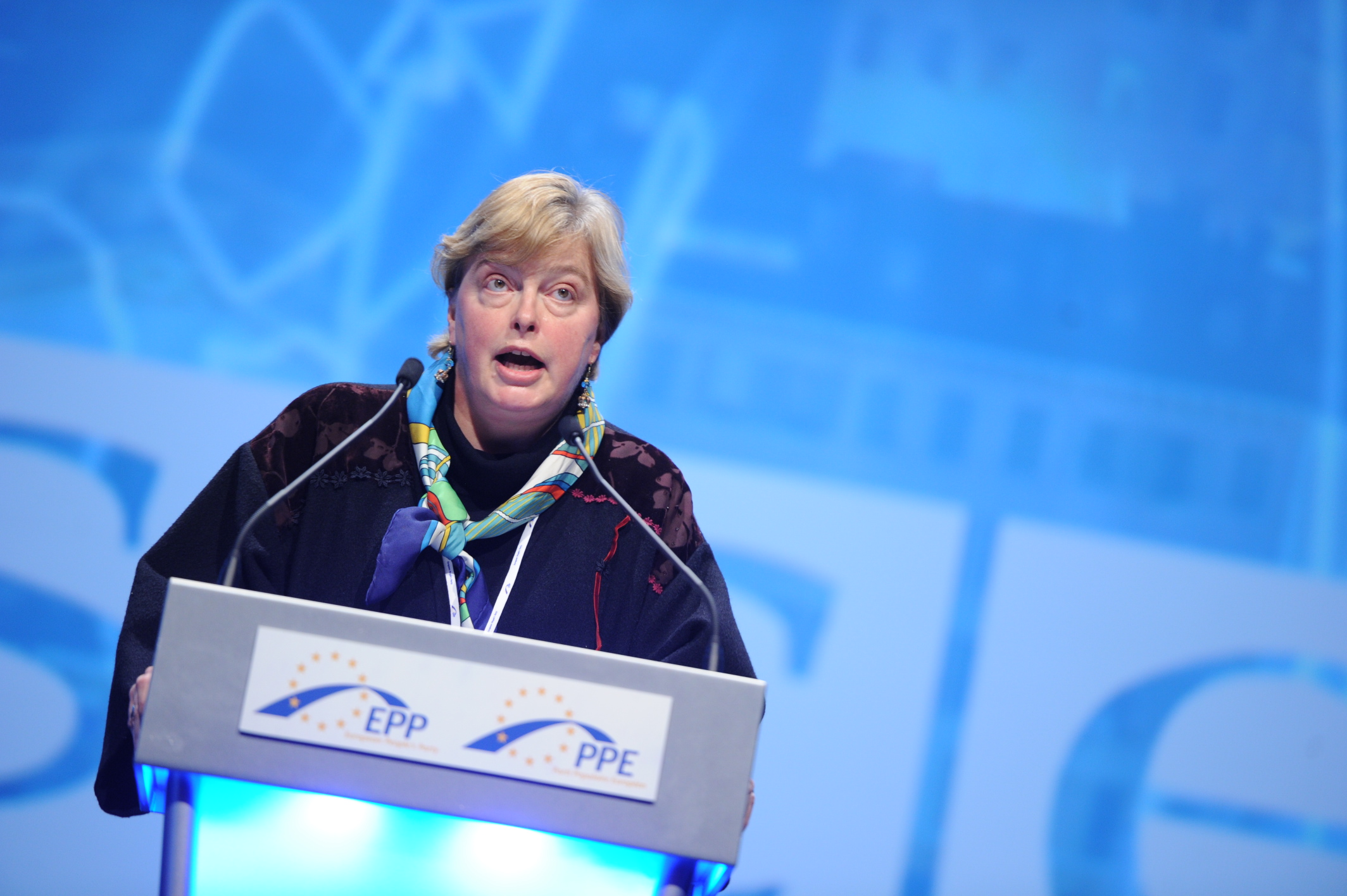
Walburga Habsburg Douglas(wd) 2011-ben a Páneurópa Unió főtitkára, aki a szögesdrót szimbolikus átvágását végezte 1989-ben
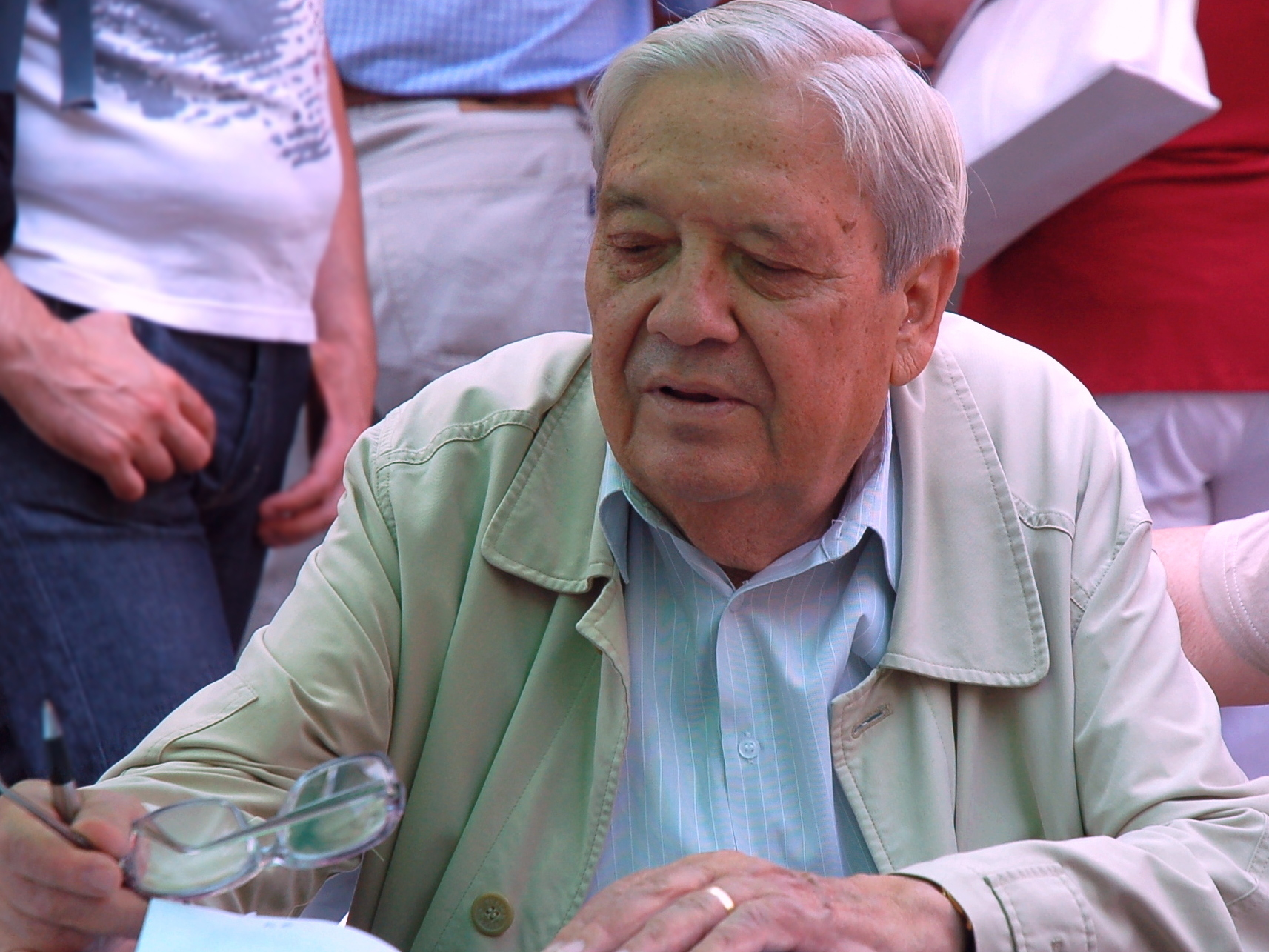
Pozsgay Imre védnök, 1989-ben államminiszter
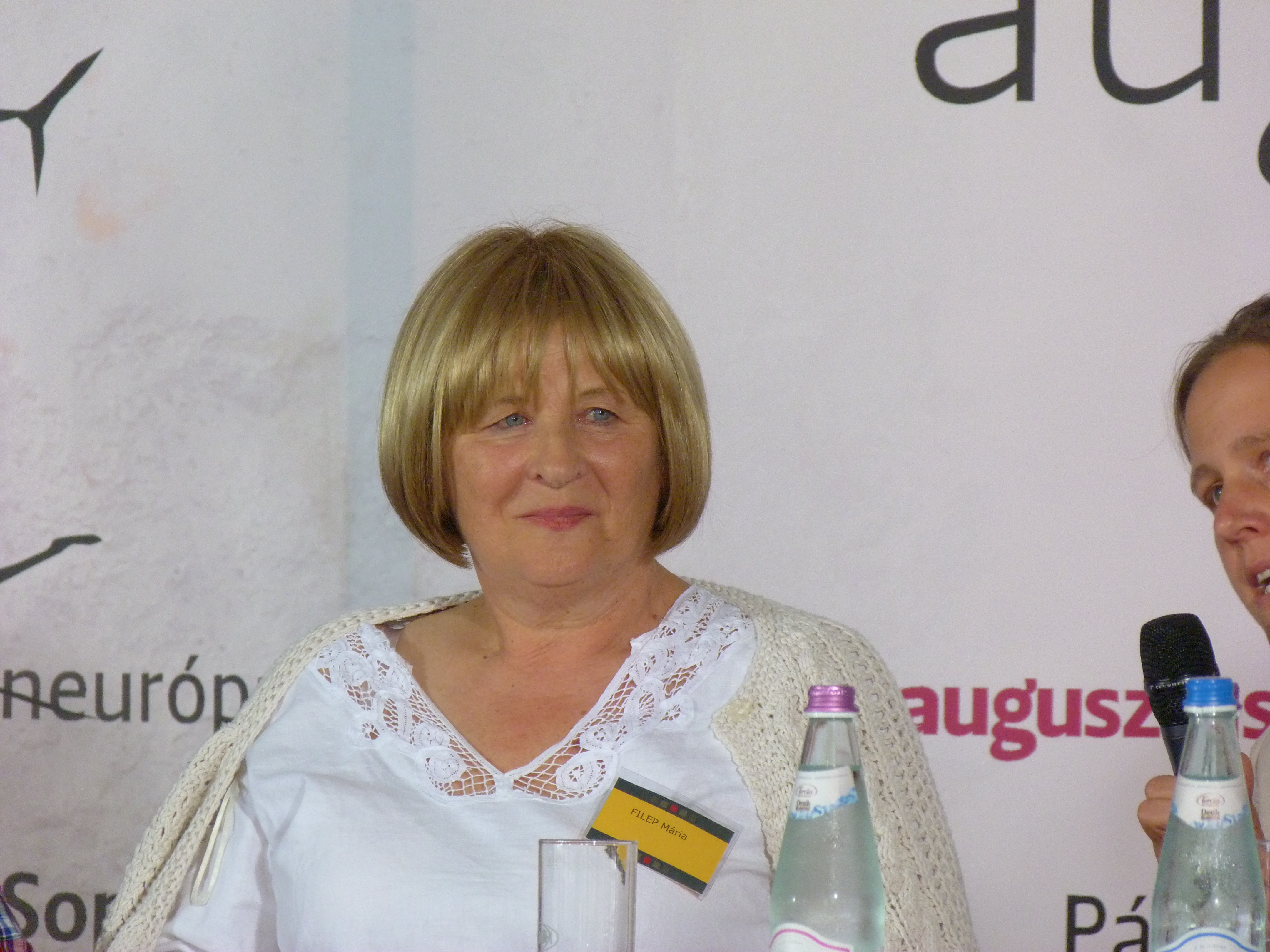
Filep Mária főszervező
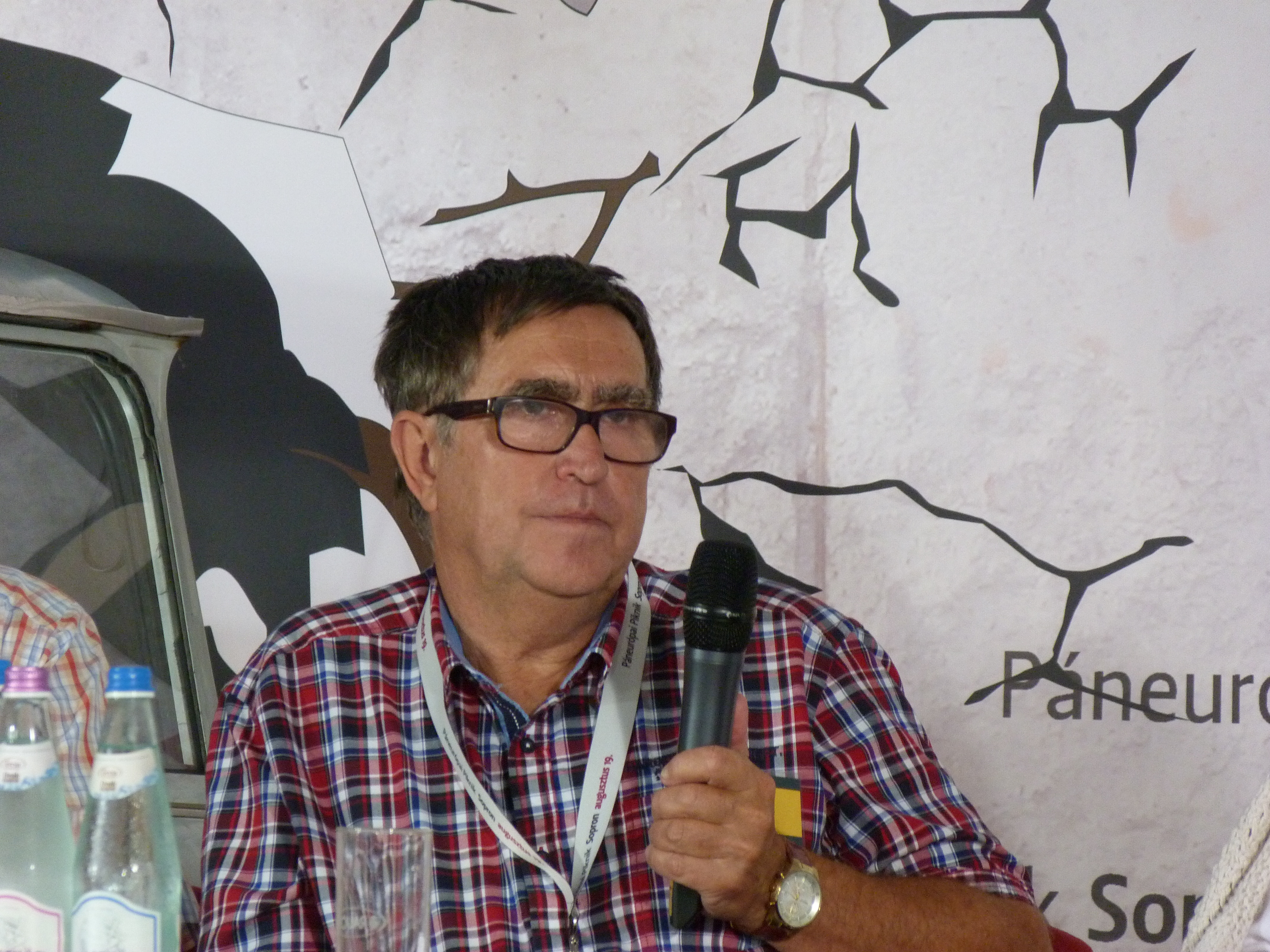
Magas László szervező
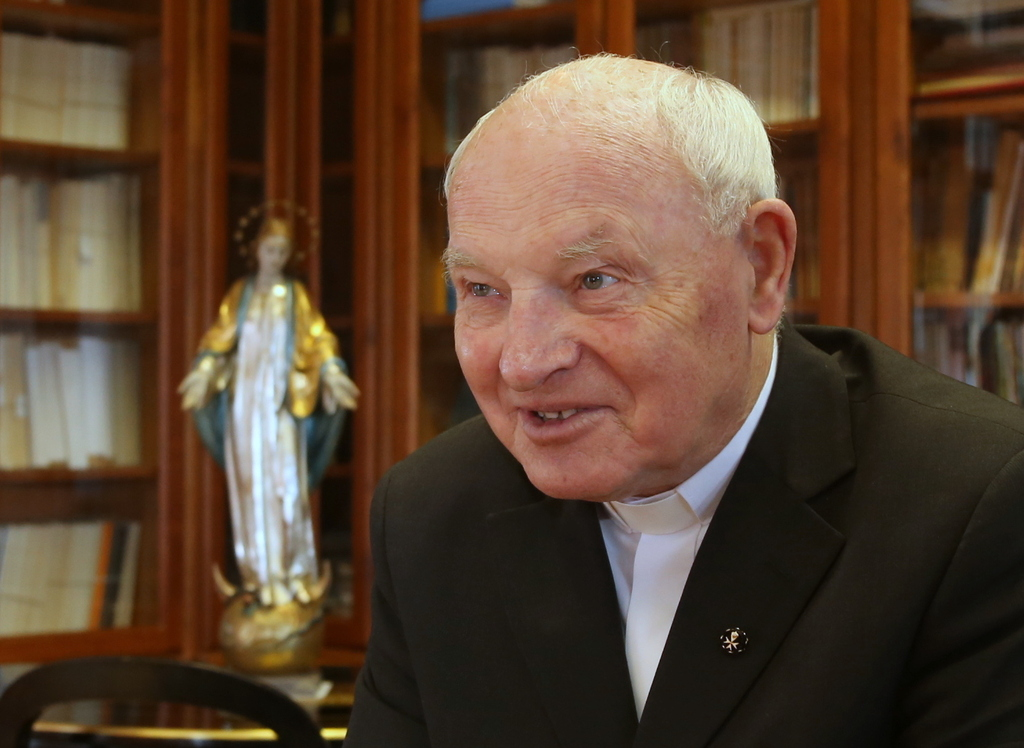
Kozma Imre irgalmasrendi szerzetes
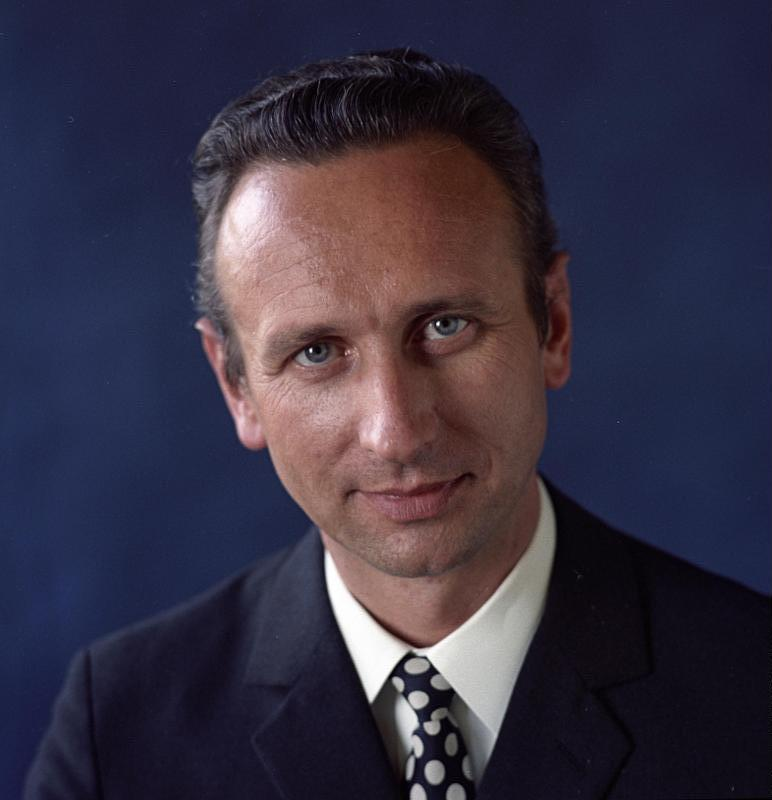
Alexander Arnot, akkori budapesti NSZK nagykövet

## Határnyitás

### A vasfüggöny átvágása

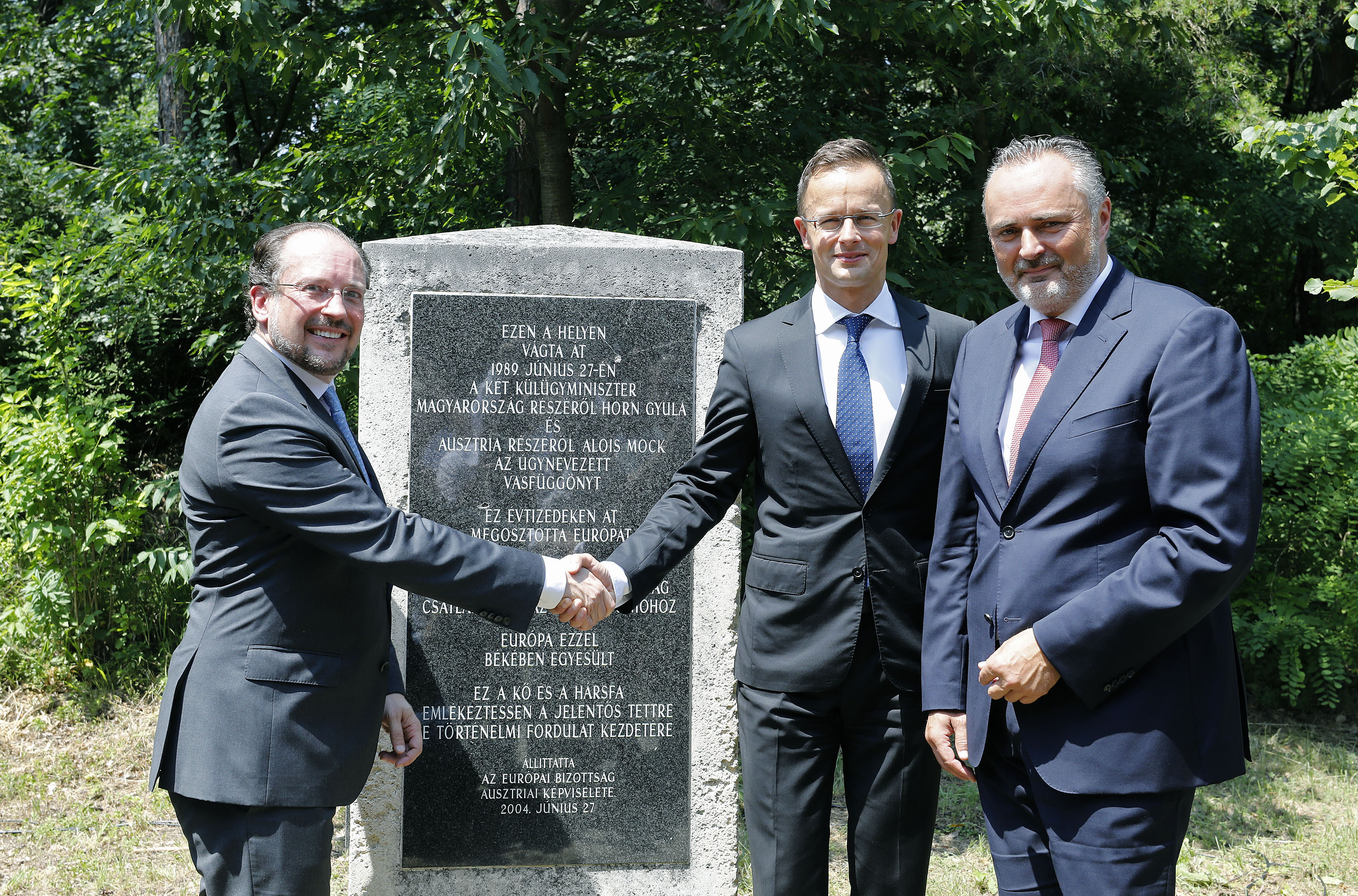
Az 1989. június 27-ei Kelénpatak (Klingenbach) közelében történt határátvágás emlékköve Sopronpuszta közelében, Piuszpusztán. Alexander Schallenberg, Szijjártó Péter és Hans Peter Doskozil egy megemlékezésen 2019. június 27-én

A két ország (Ausztria és Magyarország) hivatalos beleegyezésével a piknik lebonyolításához szimbolikusan egy határátkelőt nyitottak a mai magyarországi 8532-es út és annak folytatása, az osztrák L210-es út találkozásánál, Szentmargitbánya (Sankt Margarethen im Burgenland) és Fertőrákos között, három órányi időtartamra. Néhány kilométerre ettől a helytől, Kelénpataknál (Klingenbach) történt ezt megelőzően, 1989. június 27-én az az esemény is, amelyen az akkori osztrák külügyminiszter, Alois Mock és magyar kollégája, Horn Gyula közösen – életlen drótvágó ollóval – elvágták a határzárat, hogy nyomatékosítsák a megfigyelőberendezések lebontását, amit Magyarország már 1989. május 2-án elkezdett. A páneurópai pikniket ugyancsak megelőzte a határ egy délebbi szakaszán, a jugoszláv–osztrák–magyar hármashatárnál Tóka, Türke és Felsőszölnök falvak találkozója 1989. június 4-én, amikor is a magyar falu ismét csatlakozhatott a régi hagyományos találkozóhoz, négy évtized után első ízben megnyitva a határt.

### Határáttörés
A soproni ellenzéki kerekasztal augusztus 10-én a Határőrség vezetőivel együttműködve helyszíni ellenőrzést tartott. A nem kormányzati szervezők ezt követően kezdtek felkészülni az eseményre.

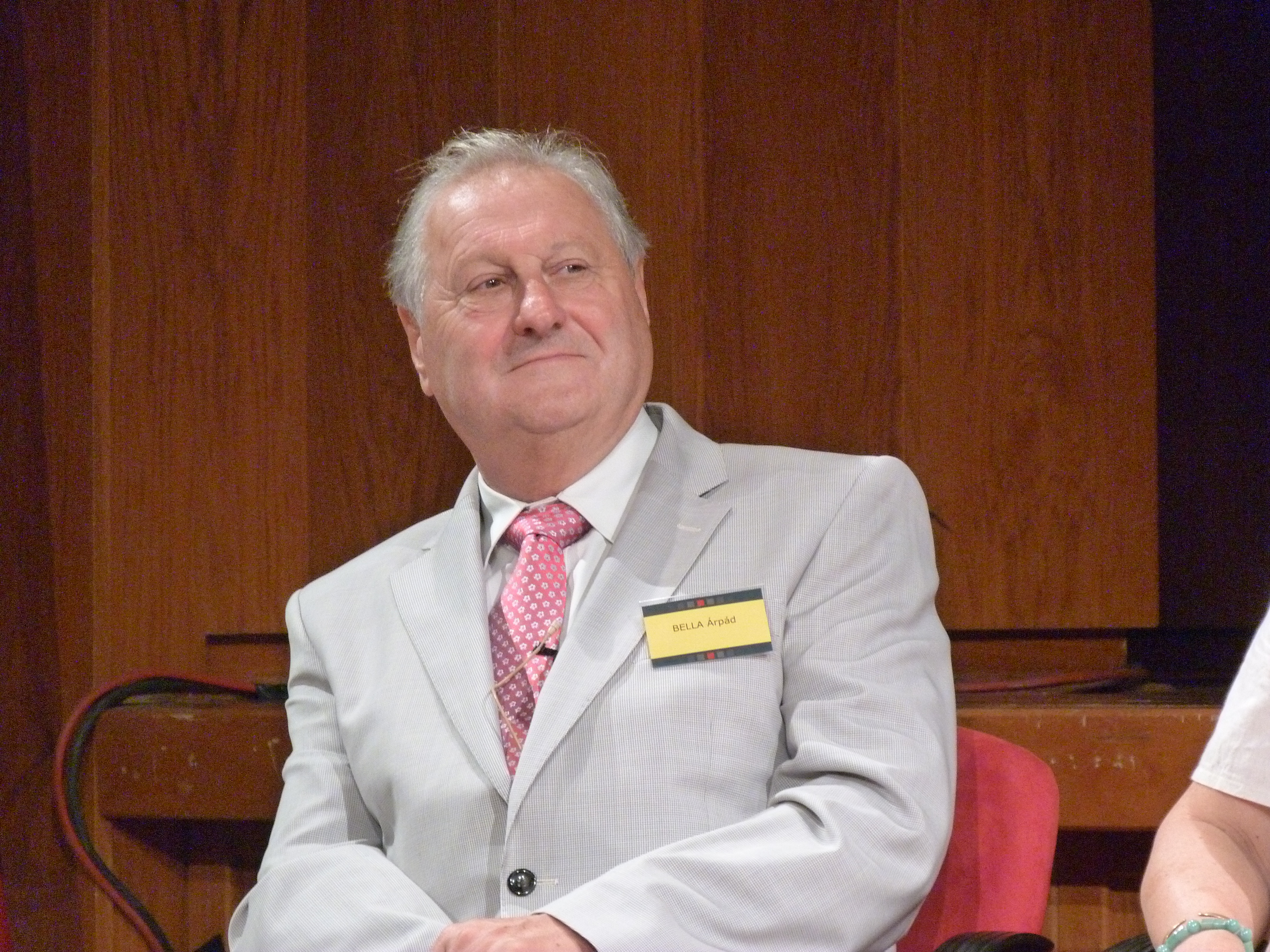
Bella Árpád határőr alezredes, a piknik idején határőr parancsnok (Sopron, 2014)

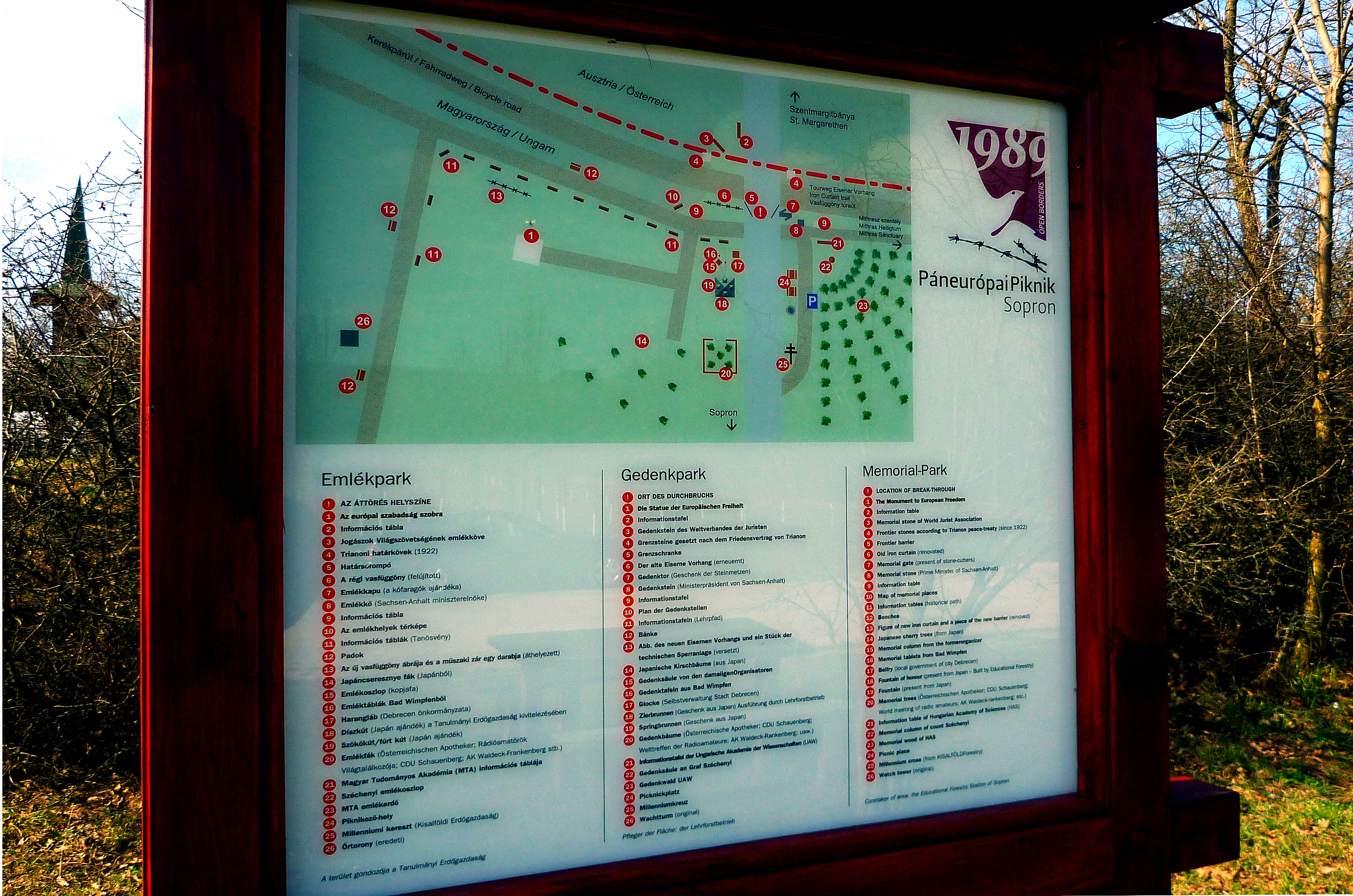
A Páneurópai Piknik Emlékpark eligazító táblája az áttörés helyszínén

Térkép készült a helyről, és elkészítették a brosúrákat. A pikniket Ausztriában és Magyarországon hirdették meg. A piknikre utaló szórólapok megjelentek a budapesti menekülttáborokban és a Balaton mellett is.
Az esemény különösen népszerűvé vált az NDK ekkor Magyarországon tartózkodó polgárai körében, akik közül sokan utaztak Sopronba és környékére. A közös megbeszélés szerint, amelyen Róka István százados vett részt a Határőrség nevében, a nem kormányzati szervezeteket pedig Magos István képviselte, a Határőrség feladata a sopronpusztai terület előkészítése, a forgalmi rend fenntartása és a delegáció belépésének biztosítása volt a kijelölt határt elzáró kapunál augusztus 19-én 15:00 óráig. Ennek érdekében a határőröknek rozsdás lakattal kellett a kaput lezárniuk. A rozsdás lakatot augusztus 18-án lecserélték, és augusztus 19-én reggel ellenőrizték, hogy rendben van-e, de általános felháborodásra a lakat eltűnt, így egy határőrnek kellett Sopronba sietnie, hogy új lakatot vásároljon. Walburga von Habsburg Douglas, az egyik német szervező egy interjúban később azt nyilatkozta, hogy megkérdezte a magyar határőrizet egyik képviselőjét, hogy miként reagálnának tömeges menekülés esetén: "Megpróbálhatjuk megállítani őket, de csak négyen vagyunk, lőhetnénk, de nem kaptunk utasítást. Tehát úgy döntöttünk, hogy elfordulunk, és nem nézünk oda."
1989. augusztus 19-én a magyar határőrségnek fel kellett volna tartóztatnia az ideiglenes átkelőhelynél a határkaput áttörő tömeget, azonban Bella Árpád határőr alezredes, katonai megfontoltságának köszönhetően az akkor hatályos szabályzatban levő tűzparancs ellenére nem adott ki olyan parancsot, ami emberi életeket követelt volna. A határőrségnek nem volt hivatalos utasítása arra vonatkozóan, hogy mit kell tennie a határkapu áttörése esetén. A Soproni Hírlap beszámolója szerint egy menekülő a határőrök géppisztolyának csövébe egy virágot tűzött. Róka István, a határnyitás helyszínén szolgálatot teljesítők parancsnoka később úgy emlékezett vissza, hogy a tűzparancs akkor már nem volt érvényben, váratlanul pezsgő durrant, és erre a jelre az útlevélkezelőket elsodorta a tömeg, majd azzal a lendülettel át is szakították a kaput. Több mint 600 NDK-állampolgár használta fel a vasfüggöny megnyílásának rövid pillanatát.

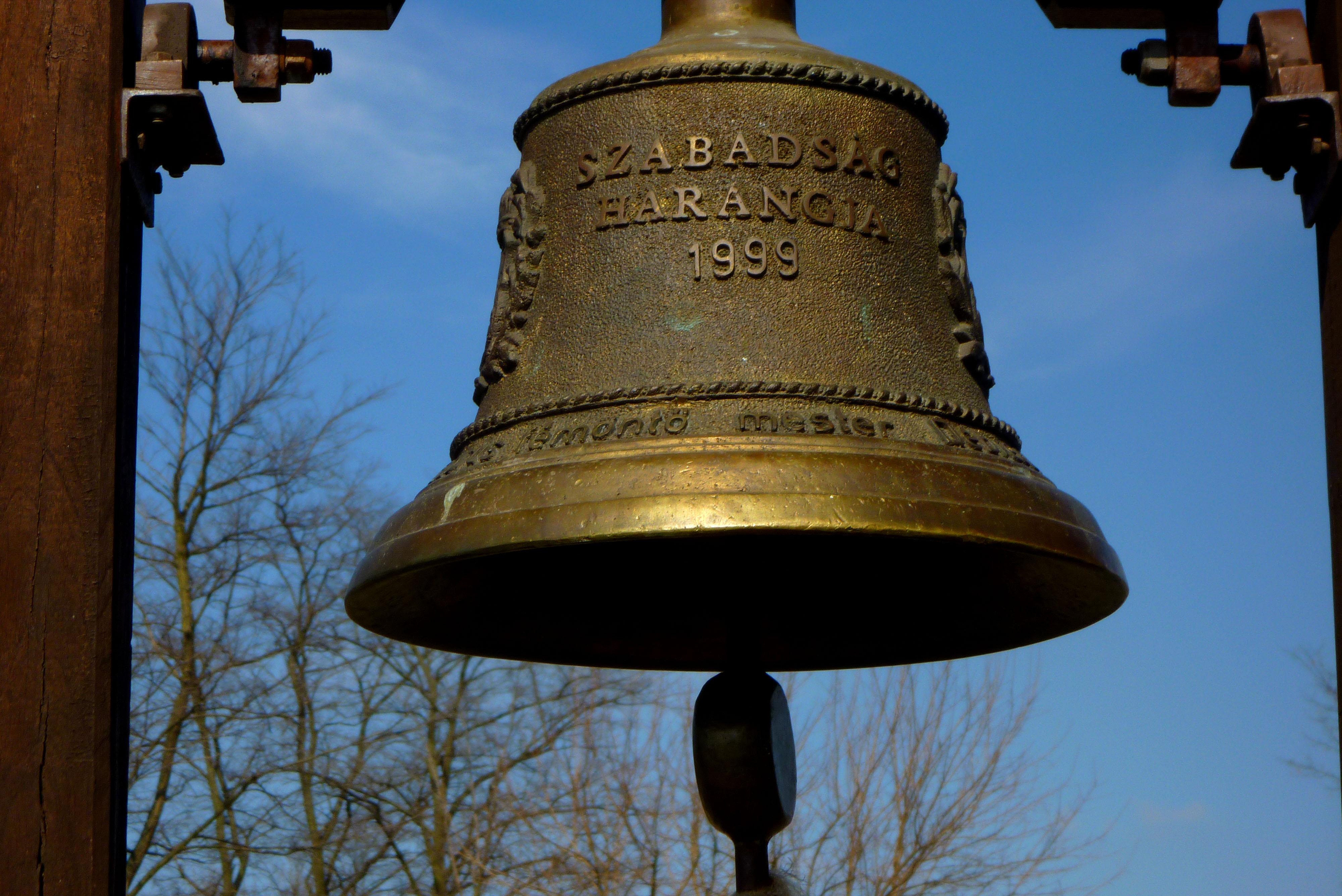
A Páneurópai Piknik Emlékpark Szabadság-harangja

### Végleges határnyitás
Budapesten és főleg a Balaton térségében több ezer NDK-állampolgár várakozott a határátlépés esélyére, akik egyelőre nem bíztak a határ megnyitásában. A következő három nap alatt 12 ezer NDK-állampolgár távozott Ausztrián át az NSZK-ba, majd a magyar kormány ismét megerősítette a nyugati határ őrizetét. Ezekben a napokban, a végleges határnyitásig viszonylag keveseknek sikerült a szökés. 1989. szeptember 10-én éjfélkor azonban Magyarország hivatalosan is megnyitotta Ausztriával közös határát a nyugatra távozni szándékozó keletnémet állampolgárok előtt, akik ekkor már a saját okmányukkal elhagyhatták Magyarországot és Ausztrián keresztül az NSZK-ba távozhattak. November végéig összesen nagyjából 60–70 ezer fő keletnémet menekült hagyta el Magyarországon keresztül a hazáját. Sallai János, a Nemzeti Közszolgálati Egyetem tanszékvezető egyetemi tanára Egy idejét múlt korszak lenyomata A vasfüggöny története című művében megállapította, hogy „Magyarország azzal, hogy elismerte a Német Szövetségi Köztársaság az országban az NDK állampolgárai számára kiállított útlevelét, és azzal, hogy hatályon kívül helyezte az NDK-val kötött kétoldalú egyezményt, arról tett tanúbizonyságot, hogy van bátorsága az emberséges hozzáálláshoz.” A „békés átmenet Miniszterelnökének”, Németh Miklósnak, a rendszerváltás előtti utolsó magyar kormány miniszterelnökének véleménye szerint azonban szeptember 10-én a páneurópai piknik nélkül is bekövetkezett volna a teljes határnyitás.
Németh Miklós, a reformkommunista miniszterelnök a páneurópai piknik és az áttörés után átmenetileg szigorúbb határpolitikát kívánt, de utasította a határőrséget, hogy ne lőjenek. A vasfüggöny utolsó áldozata Kurt-Werner Schulz NDK állampolgár volt, aki családjával a piknik eseményei után, 1989. augusztus 21-én vágott neki a határsávnak, s ekkor érte halálos lövés. Ezt az esetet dolgozta fel Szalay Péter „Határeset” című dokumentumfilmje. Gundula Schafitel, a lelőtt férfi élettársa később (2014-ben) találkozott Németh Miklóssal is a „Poker am Todeszaun” című film bemutatóján, amelyen megölelték egymást, és a volt miniszterelnök nyilvánosan, egy zsebkendővel a szemét törölgetve, bocsánatot kért.
Az egyik legrégibb európai egyesítési mozgalom, a Páneurópa Unió célja a keresztény Európa egységének megteremtése, így a páneurópai piknik fontos mérföldkővé vált azokban a politikai folyamatokban, amelyek a német újraegyesítéshez és az Európai Unió 28 tagállamának egységesüléséhez vezettek. Minden évben augusztus 19-én emlékünnepet tartanak a határ áttörésének, illetve megnyitásának helyén. Napjainkban Fertőrákos és Szentmargitbánya között keskeny és rossz állapotú a burkolat, ezért a határátkelő és az emlékhely megközelítése is nehézségekbe ütközik.
Felsőcsatár községben működik Magyarország egyetlen vasfüggönymúzeuma, ahol a látogató még aknára is léphet. Ha nem sikerül kikerülni a telepített aknát, a múzeumlátogató „Most tetszett felrobbanni” figyelmeztetést kap.

## Megemlékezések

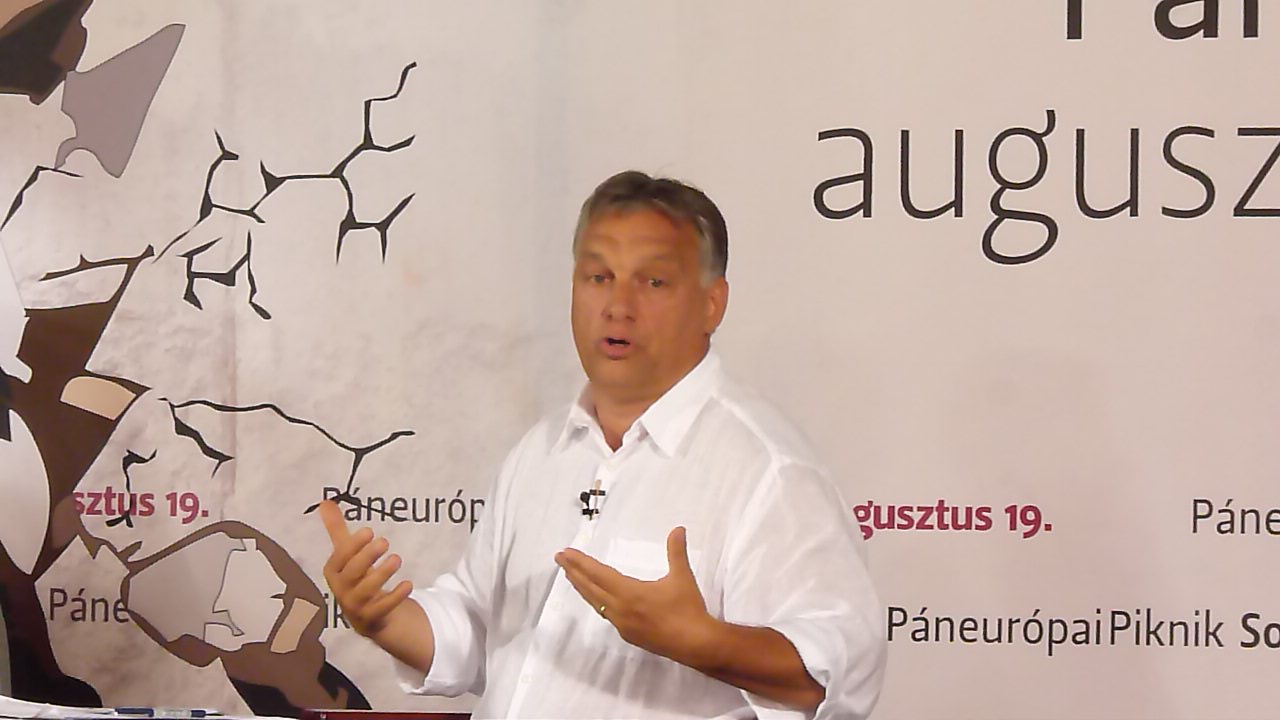
Orbán Viktor a páneurópai piknik 25. évfordulóján, Sopronpuszta (Piuszpuszta), 2014. augusztus 19.

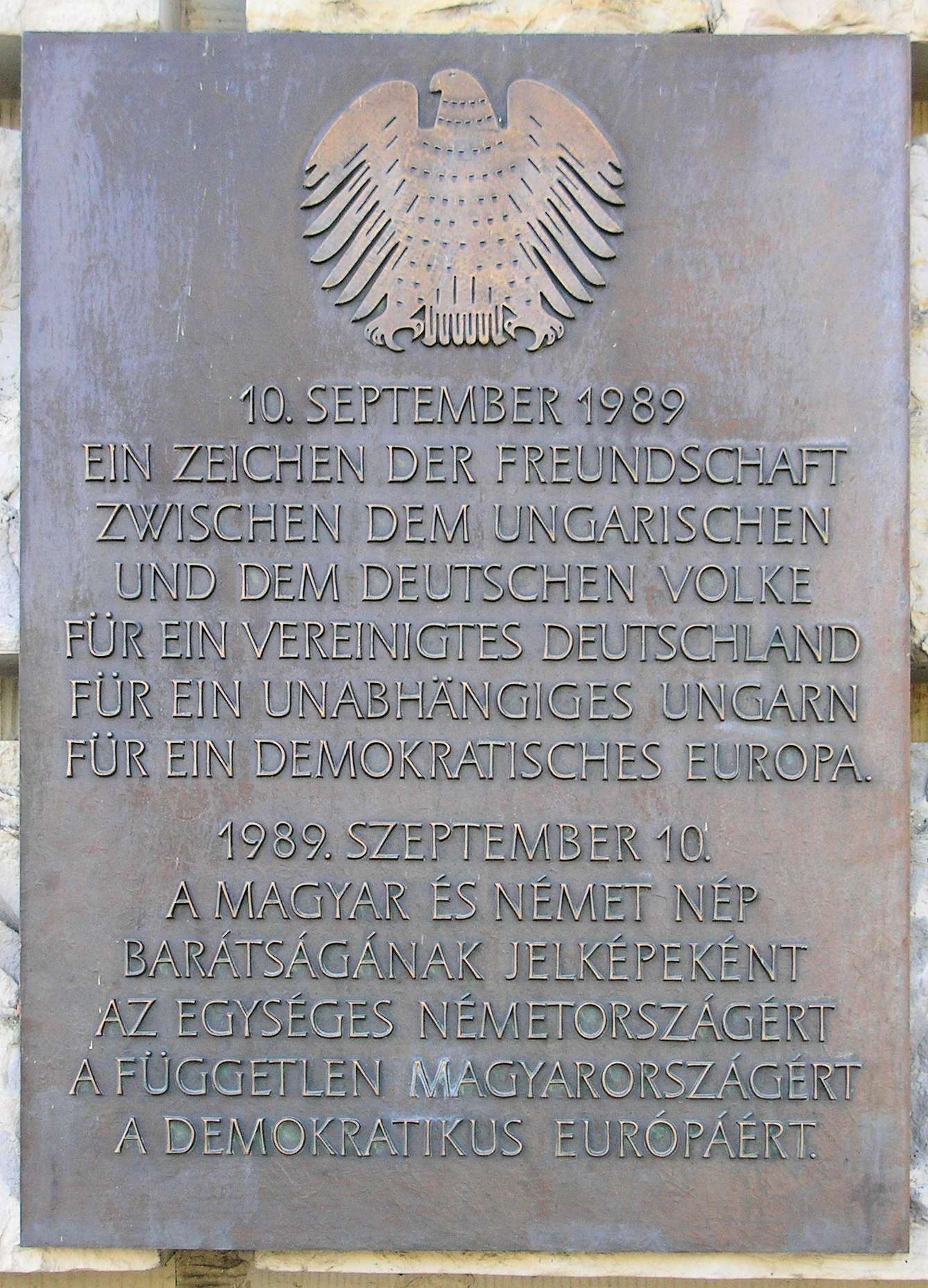
A végleges határnyitás emléktáblája Berlinben (Platz der Republik), amelyet Runde Süßmuth, a Bundestag elnöke és a magyar parlament elnöke, Szabad György 1991. szeptember 10-én avatott fel

- Helmut Kohl német kancellár, a két Németország egyesítésének ünnepén kijelentette: "Ne feledjük, hogy a Brandenburgi kapu alatti föld magyar föld! A Berlini fal lebontása Magyarországon kezdődött, a német újraegyesítés felé az első lépés a páneurópai pikniken történt." [90]
- A Páneurópai Piknik ’89 Alapítvány minden évben támogatja a megemlékezések megszervezését, és a téma iránt érdeklődő hazai és külföldi polgároknak, diákoknak, politikai-kulturális emlékversenyt szervez.[91]
- 2009-ben az esemény 20. évfordulóján Sólyom László köztársasági elnök és Angela Merkel német kancellár Sopronpusztán közösen megkoszorúzta Melocco Miklós Áttörés című alkotását.[92][93][94]
- 2019-ben koncertekkel, megemlékezéssel és kerekasztal-beszélgetésekkel ünnepelték Sopronban a páneurópai piknik 30. évfordulóját.[95] A határáttörés 30. évfordulóján Angela Merkel a Németország újraegyesítéséhez nyújtott történelmi jelentőségű magyar hozzájárulás iránti nagyrabecsülését is kifejezte soproni látogatásával.[96] A Páneurópai Piknik Emlékparkban 2019. augusztus 17. és 20. között megrendezett eseményen, a „Soproni Piknik rendezvénysorozat” programjai megidézték a páneurópai piknik egykori hangulatát.[97] A megemlékezésre Hans Peter Doskozil, Burgenland tartományi főnöke és Thomas Steiner, Eisenstadt polgármestere is meghívót kapott, ennek ellenére mégsem juthattak be a megemlékezés helyszínére. Az osztrák hivatalos vendégek elkéstek, és nem a Terrorelhárítási Központ által biztosított útvonalon akartak bejutni az ökumenikus istentisztelet helyszínére a soproni evangélikus templomba, Angela Merkel és a magyar miniszterelnök beszédét meghallgatni.[98][99]

„A magyar-osztrák határon 1989. augusztus 19-én tartott rendezvény alkalmából megnyitottak egy határkaput, és hétszáz ember az egykori NDK-ból megragadta a lehetőséget arra, hogy elmeneküljön Nyugatra. Magyarország ezzel hozzájárult ahhoz, hogy megtörténhessen a német egyesülés csodája”

–  Angela Merkel német kancellár kijelentése szokásos hétvégi videoüzenete 2019. augusztus 17

- 2024. augusztus 19-én, a páneurópai piknik 35. évfordulóján Sopronban tartott megemlékezésen részt vett Frank-Walter Steinmeier német köztársasági elnök. Repülőgépe azonban a pápai repülőtérre érkezett, hogy a német-magyar viszony megromlása miatt elkerülje a budapesti találkozást Orbán Viktorral vagy a magyar kormány képviselőivel.[102]

## Emlékművek
- Arra a helyre, ahol a határátkelőt áttörték a menekültek, egy, az egykori szervezők által 1991-ben felállított kopjafa, a Debrecen városától kapott lélekharang, a Japán–Magyar Baráti Társaság által épített pagodaszerű épület és kút, valamint egy kinyíló kaput ábrázoló magyar műalkotás emlékeztet.
- 1996-ban a fertőrákosi kőfejtő kilátópontján állították fel Habsburg Gabriella alkotását, egy 10 méter magas fém-plasztikát. A műalkotás egy darab szögesdrótot jelképez, amely távolról nézve kereszt alakot mutat.
- 2003-ban Fertőrákos központjában helyezték el Peller Csaba emlékművét, amelynek talpazatán a lábnyomok mellett magyar és német nyelvű felirat olvasható: „ELSŐ LÉPÉSEK A KÖZÖS EURÓPA FELÉ”, „ERSTE SCHRITTE ZUM GEMEINSAMEN EUROPA”
- Közvetlenül a hajdani határzár áttörésének pontjára 2004-ben emlékkövet állítottak, az esemény történetét leíró emléktáblával.
- 2009-ben a 20. évfordulóra augusztus 19-én avatták fel a piknik helyszínén Melocco Miklós ÁTTÖRÉS – ABBRUCH című szoborkompozícióját.